# Bünsow

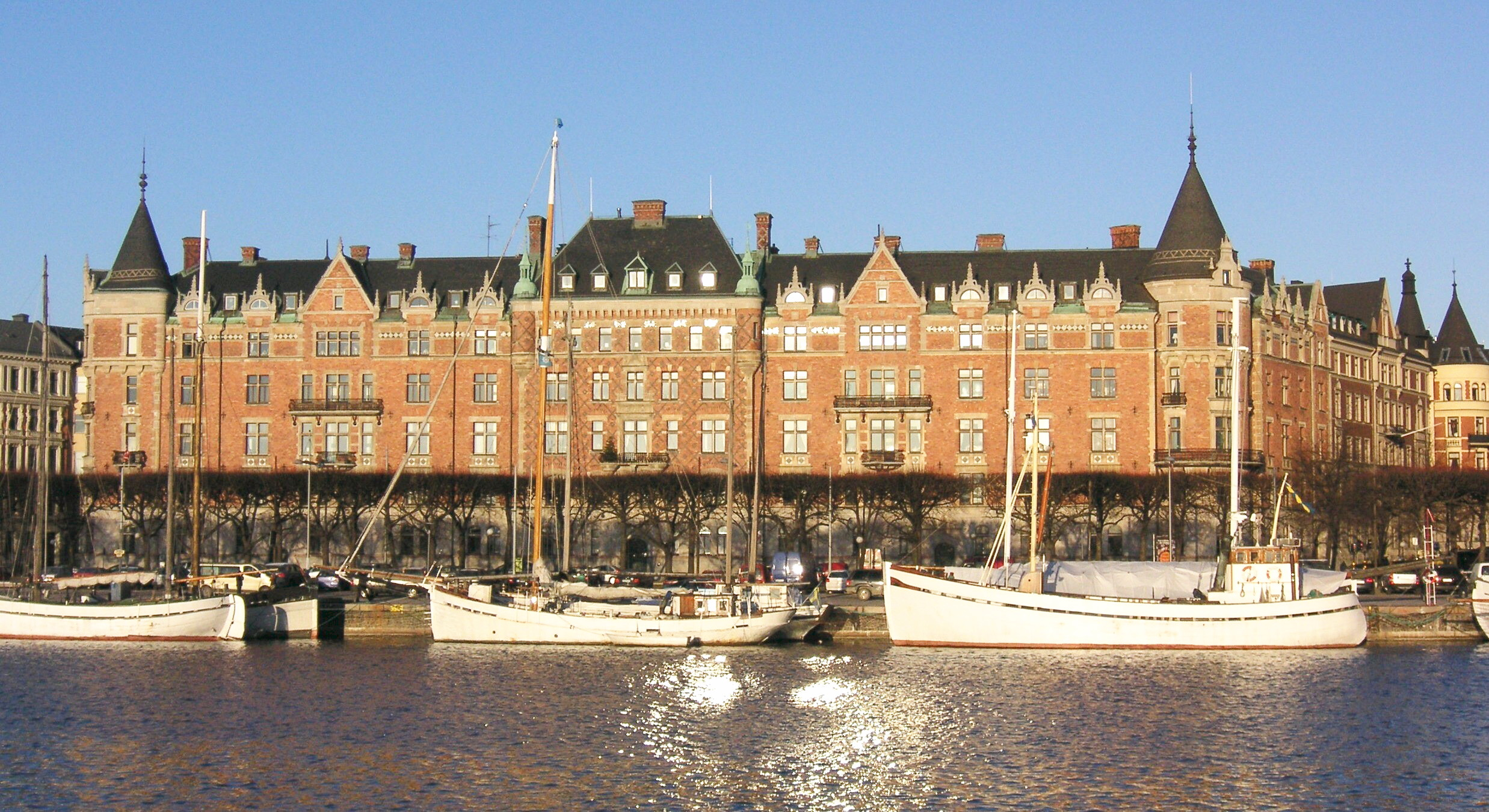
Bünsowska huset i Stockholm.

Bünsow är en gammal pommersk släkt, som redan i början av 1300-talet var en av patriciersläkterna i Greifswald. En gren av släkten var under 1400-talet en av Anklams patriciersläkter. Jochim Hinrich Bünsow, som i början av 1600-talet flyttade från Anklam till Lübeck blev stamfar för den Anklam-holsteinska grenen, som kom att sprida sig till Holstein, Sverige, Estland, Danmark och Mexiko. Porträttmålaren och teckningsläraren i Kiel, Joachim Johann Friedrich Bünsow (1789–1873) blev far till träpatronen Friedrich Chrisitian Ernestus Bünsow (i Sverige kallad Fredrik), som inflyttade till Sverige och blev stamfar för den svenska grenen.
- Joachim Johann Friedrich Bünsow (1789–1873), tysk porträttmålare, far till Fredrik Bünsow
- Fredrik Bünsow (1824–1897), träpatron, Sveriges rikaste man på sin tid, med undantag för Alfred Nobel
- Robert Bünsow (1861–1939), generalkonsul, son till Fredrik Bünsow